# Марлоу, Хью
Хью Марлоу (англ. Hugh Marlowe), имя при рождении Хью Херберт Хиппл (англ. Hugh Herbert Hipple; 30 января 1911, Филадельфия, Пенсильвания — 2 мая 1982, Нью-Йорк, Нью-Йорк) — американский актёр театра, кино, телевидения и радио, более всего известный по фильмам 1940-60-х годов.
Наиболее значимыми картинами с участием Марлоу стали «Встретимся в Сент-Луисе» (1944), «Вертикальный взлёт» (1949), «Всё о Еве» (1950), «Ночь и город» (1950), «День, когда Земля остановилась» (1951), «Нападение на почтовую станцию» (1951), «Обезьяньи проделки» (1952), «Беззаконие» (1955), «Элмер Гентри» (1960), «Любитель птиц из Алькатраса» (1962) и «Семь дней в мае» (1964).
На телевидении Марлоу играл заглавную роль детектива в семи эпизодах телесериала «Приключения Эллери Куина» (1955), а в 1969-82 годах исполнял роль главы семейства в 158 эпизодах популярной мыльной оперы «Другой мир».

## Ранние годы и начало творчества
Хью Марлоу родился 30 января 1911 года в Филадельфии. Он начал выступать в театре во время учёбы в Чикаго. В начале 1930-х годов актёр перебрался в Лос-Анджелес для работы в престижном Театре Пасадины, где «сменил имя с комичного Хью Герберт Хиппл на более весомое Хью Марлоу».

## Карьера в театре и на радио в 1930—1970-е годы
В 1936 году Марлоу дебютировал на бродвейской сцене в спектакле «Арестуйте эту женщину». Среди его многочисленных пьес и мюзиклов на Бродвее были комедия «Попрощайся с мальчиками» (1938-39), «Право на ошибку» (1939-40), комедия «Требуется молодая пара» (1940), «Полёт на запад» (1940-41), «Земля сияет» (1941-42), мюзикл «Леди в темноте» (1943) с Гертрудой Лоренс, комедия «Требуется двое» (1947), «Лора» (1947) и «Дуэт для двух рук» (1947).

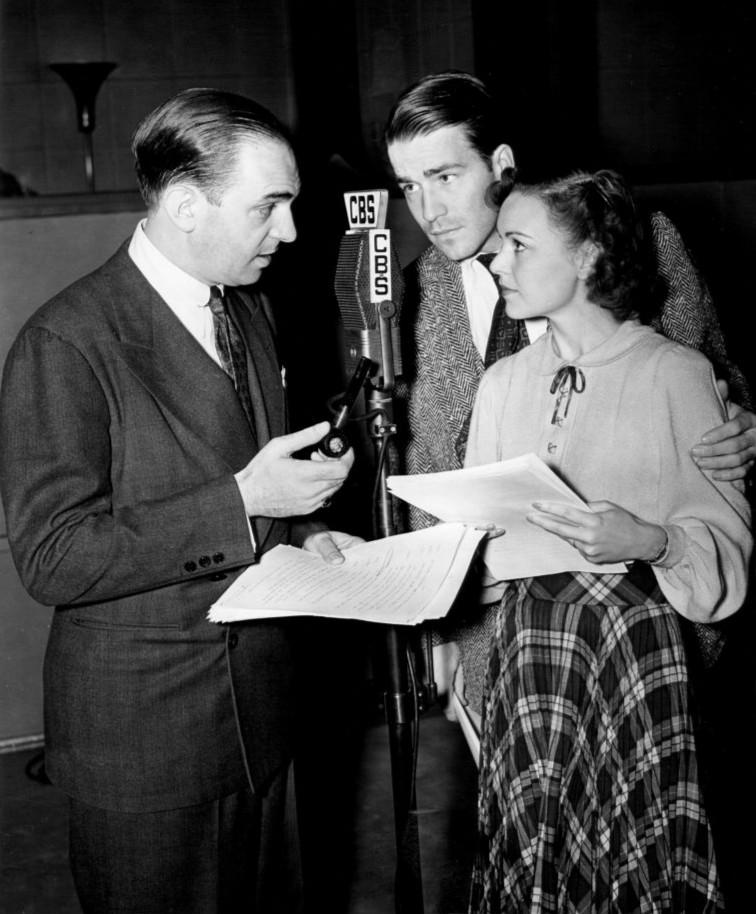
Во время записи радиоспектакля «Приключения Эллери Куина» (1939). В центре — Хью Марлоу

В 1939-40 годах Марлоу запомнился также исполнением заглавной роли в детективном радиосериале CBS «Приключения Эллери Куина» (в 1952-56 годах он повторил эту роль в одноимённом телесериале).
В 1968 году, после почти двадцатилетнего перерыва, Марлоу вернулся на Бродвей, сыграв свою последнюю роль в романтической комедии «Моя идея — это женщина» (1968). Помимо этого он участвовал в спектаклях небродвейских театров Нью-Йорка «Олений парк» (1967) по Норману Мейлеру и «Все мои сыновья» (1974) по Артуру Миллеру.

## Карьера в кино в 1936—1969 годах
Как указано в биографии актёра на сайте Turner Classic Movies, в 1930-е годы после недолгой работы на радио Марлоу получил свои первые кинороли второго плана в качестве контрактного актёра кинокомпании 20th Century Fox. Его первыми заметными фильмами были комедия «Женат до завтрака» (1937) с Робертом Янгом и мелодрама «Между двумя женщинами» (1937) с Франшо Тоуном.
В 1940-е годы Марлоу сыграл в таких популярных картинах, как музыкальная комедия Винсента Миннелли «Встретимся в Сент-Луисе» (1944) с Джуди Гарланд в главной роли, комедия военного времени «Брак — это частное дело» (1944) с Ланой Тёрнер и мелодрама «Миссис Паркингтон» (1944) с Грир Гарсон, а также комедия «Приходи в конюшню» (1949) с Лореттой Янг. В военной драме «Вертикальный взлёт» (1949) Марлоу сыграл важную роль подполковника ВВС и одного из начальников группы бомбардировщиков во время Второй мировой войны, который проходит путь становления под руководством своего командира в исполнении Грегори Пека. Фильм был позитивно принят критикой, отметившей, как написал Босли Краузер в «Нью-Йорк Таймс», что «фильм в большей степени посвящён рассмотрению человеческого фактора, чем самолётам или техническим аспектам войны». Фильм был удостоен двух «Оскаров» и ещё двух номинаций на «Оскар», в том числе в категории «лучший фильм».
В 1950 году в драматической картине из бродвейской жизни «Всё о Еве» (1950) Марлоу сыграл важную роль признанного драматурга и автора пьесы, в которой должна сыграть героиня фильма, стареющая бродвейская звезда в исполнении Бетт Дейвис. Фильм получил очень высокие оценки критики, единодушное мнение которых на Rotten Tomatoes было обобщено следующими словами — «умный, изысканный и невероятно забавный фильм, ставший голливудской классикой, который с годами становится только лучше». Фильм был номинирован на 12 «Оскаров», завоевав шесть из них, в том числе, как лучший фильм. В том же году в фильме нуар Жюля Дассена «Ночь и город» (1950) Марлоу предстал симпатичным дизайнером, влюблённым в свою соседку (Джин Тирни), которая в свою очередь влюблена в мошенника и авантюриста (Ричард Уидмарк), пытающегося организовать коммерческие борцовские поединки в Лондоне.
Как отметил Эриксон, «режиссёр Говард Хоукс грамотно использовал серьёзность облика Марлоу, пригласив его на роль лишённого юмора адвоката, чтобы оттенить детские проделки выпившего волшебный эликсир учёного (Кэри Грант) в эксцентрической комедии „Мартышкин труд“ (1952)». Женские роли в этой картине исполнили Джинджер Роджерс, которую удостоили номинации на «Золотой глобус», и Мерилин Монро. В 1955 году в фильме нуар «Беззаконие» (1955) с Эдвардом Г. Робинсоном в главной роли Марлоу сыграл важную роль внешне добропорядочного следователя, который, как выясняется в финале, тайно работал на мафиозного босса, с которым вели борьбу правоохранительные органы. Историк кино Гленн Эриксон среди прочих удачных актёрских работ в этом фильме отметил и «беспринципного Хью Марлоу».

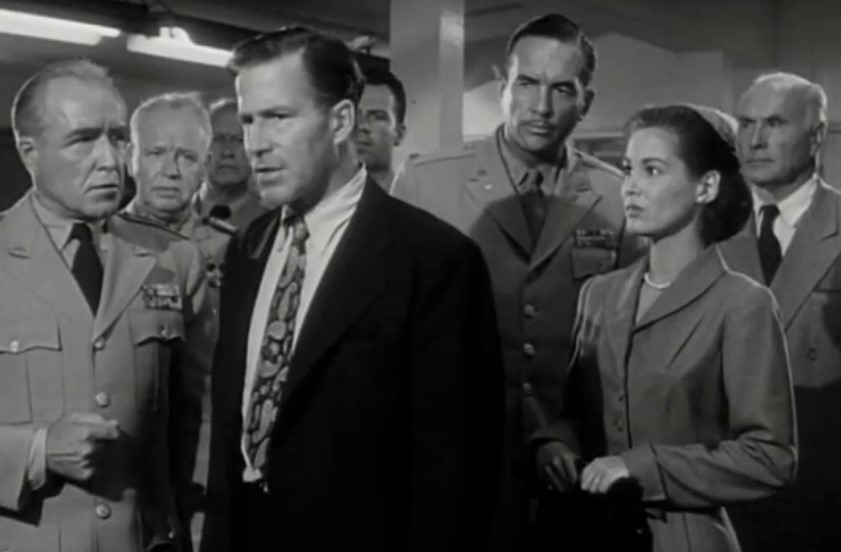
Сцена из фильма «Земля против летающих тарелок» (1956). На переднем плане — Хью Марлоу

В 1950-е годы Марлоу сыграл также в ряде научно-фантастических фильмов, среди них, классика жанра «День, когда Земля остановилась» (1951), а также в часто пародируемый фильм категории В «Земля против летающих тарелок» (1956), где он сыграл главную роль учёного, который оказывается в центре отношений с представителями враждебной внеземной цивилизации. Он вновь сыграл учёного в «крупнобюджетной причудливой» картине «Мир без конца» (1956). По словам Хэла Эриксона, в этих тревожных фантастических фильмах «безрадостный облик актёра повышал степень достоверности происходящего».
Среди других значимых фильмов Марлоу этого периода — вестерн «Нападение на почтовую станцию» (1951) с Тайроном Пауэром и Сьюзен Хэйворд, комедия «Мистер Белведер звонит в звонок» (1951) с Клифтоном Уэббом, нуаровый триллер «Дипкурьер» (1952) с Тайроном Пауэром и приключенческая мелодрама «Сад зла» (1954) с Гэри Купером и Сьюзен Хэйворд.
В 1960-е годы Марлоу сыграл священника в успешной драме о лже-проповеднике «Элмер Гентри» (1960) с Бёртом Ланкастером в главной роли. Фильм был номинирован на пять премий «Оскар», в том числе, как лучший фильм, завоевав три награды. В 1960-е годы Марлоу также сыграл в таких значимых картинах, как тюремная драма «Любитель птиц из Алькатраса» (1962) с Ланкастером, который был удостоен четырёх номинаций на «Оскар», и политический триллер «Семь дней в мае» (1964), снова с Ланкастером и Кирком Дугласом.

## Карьера на телевидении в 1953—1982 годах
С 1952 года Марлоу стал постоянно работать на телевидении. В 1952-56 годах он сыграл заглавную роль детектива в 37 эпизодах телесериала «Приключения Эллери Куинна» (1952-56). Начиная с 1969 года и вплоть до своей смерти в 1982 году, Марлоу исполнял роль патриарха центрального семейства в мыльной опере «Другой мир», сыграв за это время в 158 эпизодах.
Помимо этих постоянных ролей Марлоу неоднократно появлялся в таких значимых телесериалах, как «Перекрёстки» (1956-57), «Альфред Хичкок представляет» (1956-61, 4 эпизода), «Истории Уэллс-Фарго» (1957), «Перри Мейсон» (1959-65, 6 эпизодов), «Сыромятная плеть» (1960-62), «Виргинцы» (1964-66) и «Человек из АНКЛ» (1968)

## Актёрское амплуа и оценка творчества
Как написал Томас Эннис в «Нью-Йорк Таймс», «Марлоу был актёром театра, кино, радио и телевидения, карьера которого охватила более чем 50 лет». Хэл Эриксон пишет, что Марлоу начинал как радиоведущий и театральный актёр, после чего «в начале 1930-х годов недолгое время числился в кино среди исполнителей главных ролей, однако, начиная с середины 1940-х годов, более сильно проявил себя как второй главный персонаж или характерный актёр». По мнению Энниса, «у него были сильные роли второго плана в кино и на сцене».
Эриксон далее указывает, что «в 1950-е годы сдержанная, серьёзная манера держаться хорошо послужила Марлоу во многих ролях второго плана на студии 20th Century-Fox». В биографии актёра на сайте Turner Classic Movies отмечено, что «Марлоу, наверное, в большей степени, чем любой другой характерный актёр своей эпохи, был архетипом серьёзности. Его безрадостный вид и мрачный стиль игры усиливали зловещий и ирреальный характер таких классических фантастических фильмов, как „День, когда Земля остановилась“ и „Земля против летающих тарелок“».

## Личная жизнь
Марлоу был женат трижды, и все его жёны были актрисами. С 1941 по 1945 год он был женат на Эдит Этуотер, с 1946 по 1968 год — на К. Т. Стивенс, в браке с которой у него родилось двое сыновей — Джеффри и Кристиан. В 1968 году он женился на Розмари Тори, с которой прожил до своей смерти. У пары родился сын Хью Майкл.

## Смерть
Хью Марлоу умер 2 мая 1982 года от сердечного приступа в своём доме на Манхэттене в возрасте 71 года.

## Фильмография
| Год       |     | Русское название                         | Оригинальное название                    | Роль                                             |
| --------- | --- | ---------------------------------------- | ---------------------------------------- | ------------------------------------------------ |
| 1936      | ф   | Бриллиантовый брак                       | Brilliant Marriage                       | Ричард Г. Тейлор III                             |
| 1936      | ф   | Это не могло случиться (но случилось)    | It Couldn't Have Happened (But It Did)   | Эдвард Форрест                                   |
| 1937      | ф   | Женаты до завтрака                       | Married Before Breakfast                 | Кеннет                                           |
| 1937      | ф   | Меж двух женщин                          | Between Two Women                        | священник                                        |
| 1943      | кор | За бога и страну                         | For God and Country                      | Марк Ричардс                                     |
| 1944      | ф   | Брак – это частное дело                  | Marriage Is a Private Affair             | Джозеф И. Мердок                                 |
| 1944      | ф   | Миссис Паркингтон                        | Mrs. Parkington                          | Джон Мэрби                                       |
| 1944      | ф   | Встреть меня в Сент-Луисе                | Meet Me in St. Louis                     | полковник Дарли                                  |
| 1949      | ф   | Приходи в конюшню                        | Come to the Stable                       | Роберт Мейзен                                    |
| 1949      | ф   | Вертикальный взлет                       | Twelve O'Clock High                      | подполковник Бен Гейтли                          |
| 1949      | ф   | Ночь и город                             | Night and the City                       | Адам Данн                                        |
| 1950      | ф   | Всё о Еве                                | All About Eve                            | Ллойд Ричардс                                    |
| 1951      | ф   | Нападение на почтовую станцию            | Rawhide                                  | Рейф Циммерман                                   |
| 1951      | ф   | Мистер Белведер звонит в звонок          | Mr. Belvedere Rings the Bell             | священник Чарльз Уотсон                          |
| 1951      | ф   | День, когда остановилась Земля           | The Day the Earth Stood Still            | Том Стивенс                                      |
| 1952      | ф   | Горны днём                               | Bugles in the Afternoon                  | капитан Эдвард Гарнетт                           |
| 1952      | ф   | Подожди, пока засияет солнце, Нелли      | Wait Till the Sun Shines, Nellie         | Эд Джордан                                       |
| 1952      | ф   | Мартышкин труд                           | Monkey Business                          | Хэнк Энтвисл                                     |
| 1952      | ф   | Путь Гаучо                               | Way of a Gaucho                          | Дон Мигель Алеондо                               |
| 1952—1956 | с   | Приключения Эллери Куина (37 эпизодов)   | The Adventures of Ellery Queen           | Эллери Куин                                      |
| 1953      | ф   | Стояние на реке Апаче                    | The Stand at Apache River                | полковник Морсби                                 |
| 1953      | с   | Телевизионный театр от «Филко»           | The Philco Television Playhouse          |                                                  |
| 1954      | ф   | Большая ночь Казановы                    | Casanova's Big Night                     | Стевано Ди Гамбетта                              |
| 1954      | ф   | Сад зла                                  | Garden of Evil                           | Джон Фуллер                                      |
| 1954      | с   | Театр от «Дженерал Электрик»             | General Electric Theater                 | Фред Ратлидж                                     |
| 1954—1958 | с   | Театр звёзд от «Шлиц» (2 эпизода)        | Schlitz Playhouse of Stars               | Фрэнк                                            |
| 1955      | ф   | Беззаконие                               | Illegal                                  | Рэй Борден                                       |
| 1955      | с   | Час от «Ю.С. Стил»                       | The United States Steel Hour             | Винс Габриэль                                    |
| 1955—1957 | с   | Видеотеатр от «Люкс» (2 эпизода)         | Lux Video Theatre                        | священник Спенс / Оливер Нельсон                 |
| 1955—1958 | с   | Первая студия (2 эпизода)                | Studio One                               | Говард Вайнинг / Гарри Рэдклифф                  |
| 1956      | ф   | Мир без конца                            | World Without End                        | Борден                                           |
| 1956      | ф   | Земля против летающих тарелок            | Earth vs. the Flying Saucers             | доктор Рассел Марвин                             |
| 1956      | ф   | Чёрный кнут                              | The Black Whip                           | Лорн Кроуфорд                                    |
| 1956—1957 | с   | Перекрёстки (2 эпизода)                  | Crossroads                               | священник Уильям Хайд / священник Джейкоб Стакки |
| 1956—1961 | с   | Альфред Хичкок представляет (4 эпизода)  | Alfred Hitchcock Presents                | разные роли                                      |
| 1957      | с   | Кульминация                              | Climax! (2 эпизода)                      | Хантер / Джим Деккер                             |
| 1957      | с   | Джейн Уаймен представляет театр у камина | Jane Wyman Presents The Fireside Theatre | Сид Нолан                                        |
| 1958      | с   | Утренний театр                           | Matinee Theatre                          | Джин Коллиер                                     |
| 1959      | с   | Третий человек                           | The Third Man                            | Понти                                            |
| 1959—1965 | с   | Перри Мейсон (6 эпизодов)                | Perry Mason                              | разные роли                                      |
| 1960      | ф   | Элмер Гантри                             | Elmer Gantry                             | священник Филипп Гаррисон                        |
| 1960      | с   | Майкл Шейн                               | Michael Shayne                           | Крис Фаулер                                      |
| 1960—1962 | с   | Сыромятная плеть (2 эпизода)             | Rawhide                                  | Джеймс Паркер / Сэм Гарнер                       |
| 1961      | ф   | Длинная веревка                          | The Long Rope                            | Джонас Стоун                                     |
| 1961      | с   | Шоу Энди Гриффита                        | The Andy Griffith Show                   | мистер Максвелл                                  |
| 1962      | ф   | Любитель птиц из Алькатраса              | Birdman of Alcatraz                      | Альберт Комсток                                  |
| 1962      | с   | Час Альфреда Хичкока                     | The Alfred Hitchcock Hour                | Гарольд                                          |
| 1962      | с   | Закон и мистер Джонс                     | The Law and Mr. Jones                    |                                                  |
| 1962      | с   | Истории Уэллс-Фарго                      | Tales of Wells Fargo                     | Джордж Адамс                                     |
| 1963      | ф   | 13 напуганных девочек                    | 13 Frightened Girls!                     | Джон Халл                                        |
| 1963      | с   | Шоу Дика Пауэлла                         | The Dick Powell Show                     | Уильям Кент                                      |
| 1964      | ф   | Семь дней в мае                          | Seven Days in May                        | Гарольд Макферсон                                |
| 1964      | с   | Арест и судебное разбирательство         | Arrest and Trial                         | Лем Роджерс                                      |
| 1964      | с   | Валентинов день                          | Valentine's Day                          | Питер Ф. Бауэрс                                  |
| 1964—1966 | с   | Виргинцы (2 эпизода)                     | The Virginian                            | Клэй Биллингс/Эд Уэллс                           |
| 1965      | с   | Хэйзел                                   | Hazel                                    | Дональд Бёртон                                   |
| 1966      | с   | Путешествие на дно океана                | Voyage to the Bottom of the Sea          | Бейнбридж Уеллс                                  |
| 1966      | ф   | Замок зла                                | Castle of Evil                           | Док Корозал                                      |
| 1968      | с   | Человек из АНКЛ                          | The Man from U.N.C.L.E.                  | Грант                                            |
| 1968      | с   | Защитник Джадд                           | Judd for the Defense                     | Амос Кинкейд                                     |
| 1969      | ф   | Последний выстрел                        | The Last Shot You Hear                   | Чарльз Нордек                                    |
| 1969—1982 | с   | Другой мир (158 эпизодов)                | Another World                            | Джеймс «Джим» Мэтьюз                             |